# 27 de l'Àguila
27 de l'Àguila (27 Aquilae) és una estrella de la constel·lació de l'Àguila situada a uns 440 anys llum del Sol. Té una magnitud aparent de 5,46.